# Liste der Kulturdenkmäler in Bruchmühlbach-Miesau
In der Liste der Kulturdenkmäler in Bruchmühlbach-Miesau sind alle Kulturdenkmäler der rheinland-pfälzischen Ortsgemeinde Bruchmühlbach-Miesau einschließlich des Ortsteils Vogelbach aufgeführt. In den Ortsteilen Buchholz und Elschbach sind keine Kulturdenkmäler ausgewiesen. Grundlage ist die Denkmalliste des Landes Rheinland-Pfalz (Stand: 21. Juli 2023).

## Einzeldenkmäler
| Bezeichnung                                 | Lage                                                        | Baujahr                              | Beschreibung | Bild                           |
| ------------------------------------------- | ----------------------------------------------------------- | ------------------------------------ | --- | ------------------------------ |
| Katholische Pfarrkirche St. Maria Magdalena | Bruchmühlbach, Friedhofstraße 1 Lage                        | 1863/64                              | neuromanischer Saalbau, 1863/64, Architekt Ludwig Hagemann, Speyer, erweitert 1932, 1947 und 1959 von Tameran, Fritz Seeberger, Stempfle und Wingert                                           | Fotos hochladen                |
| Katholisches Pfarrhaus                      | Bruchmühlbach, Kaiserstraße 19 Lage                         | um 1860                              | ehemaliges katholische Pfarrhaus; spätklassizistischer Krüppelwalmdachbau, um 1860 | Fotos hochladen                |
| Hofanlage                                   | Bruchmühlbach, Kaiserstraße 21 Lage                         | drittes Viertel des 19. Jahrhunderts | Hofanlage, drittes Viertel des 19. Jahrhunderts; spätklassizistische Einfirstanlage mit Torbogen, Ladeneinbau des 19. Jahrhunderts                                                             | Fotos hochladen                |
| Hofanlage                                   | Bruchmühlbach, Kaiserstraße 47 Lage                         | Ende des 18. Jahrhunderts            | Hofanlage, Ende des 18. und 19. Jahrhundert; spätbarockes Wohnhaus, teilweise Fachwerk, bezeichnet 1792; Hofflügel wohl gleichzeitig, Wirtschaftsgebäude, gründerzeitlicher Fabrik-Schornstein | BW                             |
| Wohnhaus                                    | Bruchmühlbach, Kaiserstraße 54 Lage                         | zweite Hälfte des 19. Jahrhunderts   | ehemalige Schule (?); stattlicher gründerzeitlicher Putzbau mit Mittelrisalit, zweite Hälfte des 19. Jahrhunderts                                                                              | BW                             |
| Tausendmühle                                | Bruchmühlbach, südlich des Ortes Lage                       | um 1870/80                           | spätklassizistisches Hauptgebäude mit Kniestock, wohl um 1870/80 | BW                             |
| Hofanlage                                   | Miesau, Bahnhofstraße 4 Lage                                | Ende des 19. Jahrhunderts            | stattliche Hofanlage, Ende des 19. Jahrhunderts; Walmdachbau mit Mittelrisalit, Neurenaissance, Großscheune                                                                                    | BW                             |
| Grabmäler                                   | Miesau, Elschbacher Straße, auf dem Friedhof Lage           | 19. und 20. Jahrhundert              | Grabstätte Familie Dr. Pracht, Granitstele mit lebensgroßem Galvanorelief, 1902, Bildhauer Menges, Kaiserslautern; Grabmal Karl Weber, spätklassizistische Stele, Mitte des 19. Jahrhunderts   | Fotos hochladen                |
| Hofanlage                                   | Miesau, Hütschenhauser Straße 4 Lage                        | 19. Jahrhundert                      | Vierseithof, 19. Jahrhundert; spätklassizistisches Wohnhaus mit Kniestock, um 1870, Altenteil bezeichnet 1838                                                                                  | BW                             |
| Hofanlage                                   | Miesau, Hütschenhauser Straße 11 Lage                       | Ende des 18. Jahrhunderts            | Hofanlage, Ende des 18. und 19. Jahrhundert; spätbarocker Krüppelwalmdachbau, bezeichnet 1780, Nebengebäude                                                                                    | BW                             |
| Vereinshaus                                 | Miesau, St. Wendeler Straße 18 Lage                         | um 1830                              | ehemalige Schule; langgestreckter klassizistischer Putzbau, um 1830, wenig später erweitert | Fotos hochladen                |
| Protestantische Kirche                      | Miesau, St. Wendeler Straße 22 Lage                         | 1738                                 | barocker Saalbau, 1738 | Fotos hochladen                |
| Wohnhaus                                    | Miesau, St. Wendeler Straße 25/27 Lage                      | um 1900                              | Doppelwohnhaus; eineinhalbgeschossiger spätgründerzeitlicher Klinkerbau, um 1900 | Fotos hochladen                |
| Protestantisches Pfarrhaus                  | Miesau, St. Wendeler Straße 26 Lage                         | 1929                                 | Walmdachbau, Heimatstil, 1929 | Fotos hochladen                |
| Kriegerdenkmal                              | Miesau, St. Wendeler Straße, Ecke Elschbacher Straße Lage   | um 1930                              | Kriegerdenkmal 1914/18, um 1930, nackter Krieger | Fotos hochladen                |
| Wasserbehälter                              | Miesau, westlich des Ortes an der L 356 Lage                | 1912                                 | Fassade mit Segmentgiebel, bezeichnet 1912 | BW                             |
| Simultankirche St. Philippus und Jakobus    | Vogelbach, Dorfstraße 13 Lage                               | um 1200                              | romanischer Saalbau nach Art der Wormser Schule, um 1200, um 1500, 1751 (bezeichnet) und 1821 verändert, achteckiger spätgotischer Turm                                                        | weitere Bilder Fotos hochladen |
| Vogelbachermühle                            | Vogelbach, nordwestlich des Ortes (Vogelbachermühle 1) Lage | erste Hälfte des 19. Jahrhunderts    | langgestrecktes Hauptgebäude, teilweise Fachwerk, wohl aus der ersten Hälfte des 19. Jahrhunderts                                                                                              | Fotos hochladen                |

## Ehemalige Kulturdenkmäler
| Bezeichnung   | Lage                                           | Baujahr                           | Beschreibung | Bild            |
| ------------- | ---------------------------------------------- | --------------------------------- | --- | --------------- |
| Hofanlage     | Bruchmühlbach, Kaiserstraße 76 Lage            | erste Hälfte des 19. Jahrhunderts | Hofanlage; spätklassizistisches Wohnhaus, um das dritte Viertel des 19. Jahrhunderts; dahinter mehrteilige Baugruppe mit dreigeschossigem Lagerhaus, wohl aus der ersten Hälfte des 19. Jahrhunderts; aus Denkmalliste gelöscht und durch Neubau ersetzt    | BW              |
| Schanzermühle | Elschbach, östlich des Ortes an der L 356 Lage | 19. Jahrhundert                   | Vierseitanlage, 19. Jahrhundert; spätklassizistisches Hauptgebäude mit Mezzanin und Mühlenteil; Scheune; gründerzeitliches Gartenhaus mit originalen Glasfenstern, gegen 1900; aus Denkmalliste gelöscht, historischer Gebäudebestand weitgehend abgegangen | Fotos hochladen |